# Droga wojewódzka nr 787
Droga wojewódzka nr 787 (DW787) – droga wojewódzka prowadząca od drogi nr 737 (DW737) (tzw „Załamanek”), w zachodniej części Pionek, do Zwolenia.
W całości biegnie na terenie województwa mazowieckiego.

## Miejscowości leżące przy trasie DW787
- Pionki ()
- Suskowola
- Sucha
- Zwoleń ()